# 伊江島観光バス
伊江島観光バス株式会社（いえじまかんこうバスかぶしきがいしゃ）は、沖縄県国頭郡伊江村に本社を置き、観光バス、路線バス、タクシー事業を営む会社である。 
旧社名は伊江バス。2001年12月14日に伊江バスから営業譲渡した。

## 沿革
- 2001年12月14日　伊江島観光バスとして営業を開始。
- 2015年 豊見城市に沖縄営業所を開設。
- 2018年12月11日 タクシー部門を新設し、伊江島で運行開始[1]。
- 2019年10月 比亜迪汽車製大型電気バスを導入。観光仕様での導入は日本初となる[2]。

## 島内バス
- 路線情報
  - 伊江港 - 役場前 - 中央公民館前 - 西崎入口 - 団結道場前 - 真謝入口
    - 伊江港発車のバスは、伊江島フェリーの時間に合わせて運行されている。

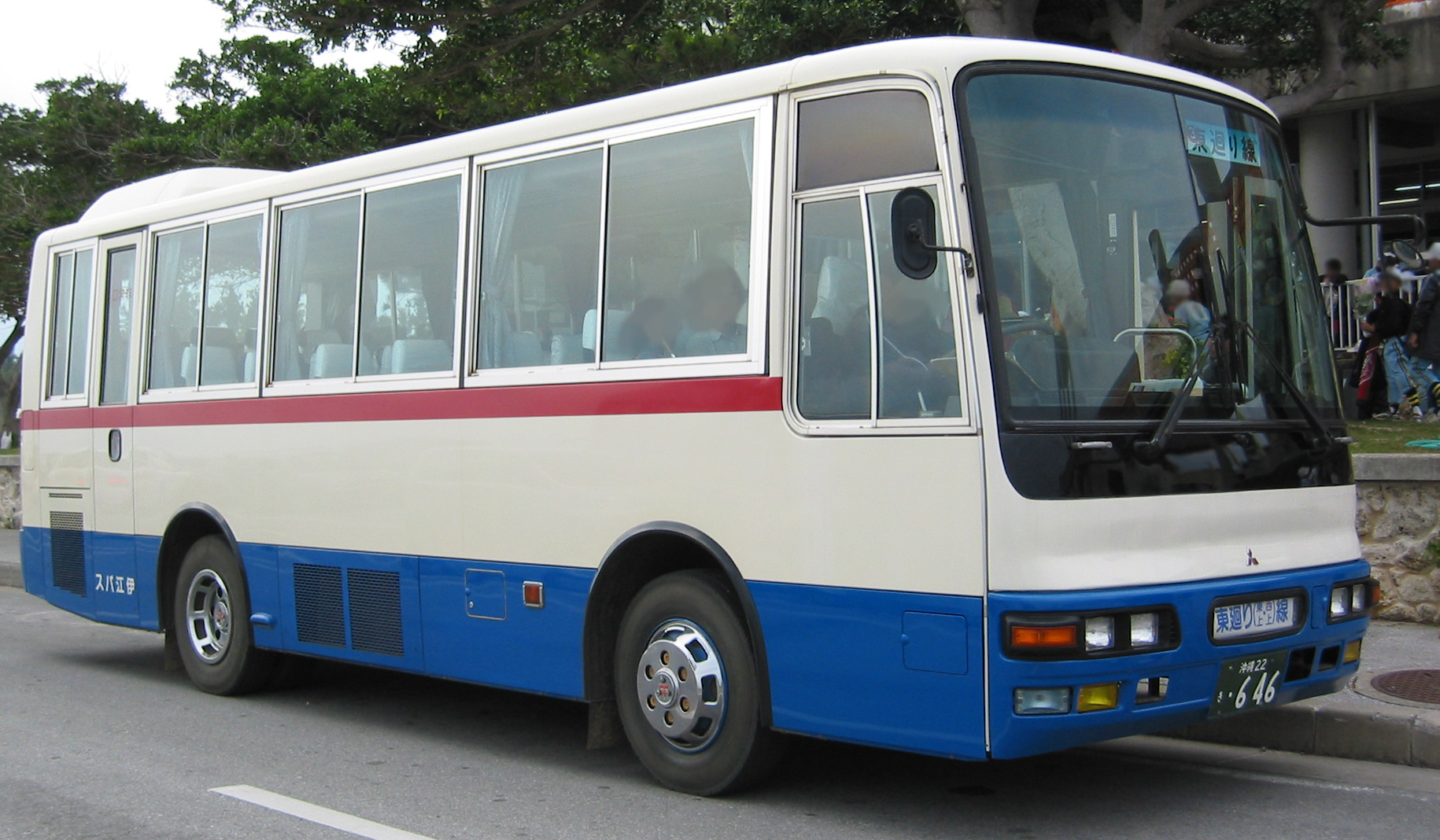
路線バスの車両

## タクシー事業
- 2018年12月より伊江島でタクシー事業を開始。島内で唯一のタクシー会社「伊江島交通」が乗務員不足と経営難を理由に2018年2月から日中の運行を休止して午後6時から翌午前2時の運行となり、観光客や車を持たない高齢者の移動に支障が出たため、これらのニーズに応えるため事業を始めた。午前7時から午後6時までの時間帯限定の運行[1]。